# Turgidodon
Turgidodon és un gènere de mamífers extints de la família dels alfadòntids. Aquest parent proper dels opòssums visqué durant el Cretaci superior. Se n'han trobat restes fòssils a Alberta (Canadà) i a diferents regions dels Estats Units. Es tractava d'un animal arborícola que tenia una dieta omnívora. Devia pesar uns 500 g.